# Noordstation (premetrostation)
Noordstation (Frans: Gare du Nord) is een premetrostation in Brussel. Het bevindt zich onder het westelijke deel van het CCN aan het Brusselse Noordstation.

## Geschiedenis
Dit station werd geopend op 4 oktober 1976 en maakt deel uit van de noord-zuidas van de Brusselse premetro.
In het kader van de aanleg van metrolijn 3 zal het station verbouwd worden. In 2021 is begonnen met de aanleg van een 150 meter lang stuk tunnel dat eerst zal dienen als achterstation om de metrostellen te laten keren. Later, wanneer de uitbreiding tot Bordet Station klaar is, zal het dienen als gewone verbindingstunnel van en naar Liedts.

## Beschrijving
Vanuit de hal van het spoorwegstation Brussel-Noord lopen trappen en roltrappen rechtstreeks naar de perrons. Iets ten noorden van het Noordstation, langs de Vooruitgangsstraat, bevindt zich de inrit van de premetrotunnel (bij de halte Thomas), vanwaar de trams hun route bovengronds vervolgen. Er zijn bouwvoorzieningen getroffen zodat de metrotunnel doorgetrokken kan worden naar het noorden. De laatste plannen zijn een doortrekking naar Bordet.
Het premetrostation telt vier sporen; de buitenste twee sporen leiden naar de eigenlijke noord-zuidverbinding, de binnenste twee sporen leiden naar de kopsporen in Rogier, de normale eindhalte van tramlijn 25. Bij de herschikking van het netwerk (2007-2008) werden verschillende lijnen beperkt tot Rogier en vanaf toen worden de kopsporen meer intensief gebruikt. In het Noordstation is een rechtstreekse overstap (perron tot perron) tussen de trams van en naar Rogier en de twee trams die de noord-zuidverbinding bedienen.
Stations: Noordstation · Rogier · De Brouckère · Beurs - Grote Markt · Anneessens-Fontainas · Lemonnier · Zuidstation · Hallepoort · Sint-Gillisvoorplein · Horta · Albert

Projecten: Toots Thielemans 

Lijnen:         
Noordstation · 
Rogier · 
De Brouckère · 
Beurs - Grote Markt · 
Anneessens-Fontainas · 
Lemonnier · 
Zuidstation · 
Hallepoort · 
Sint-Gillisvoorplein · 
Horta · 
Albert · 
Berkendaal · 
Vanderkindere · 
Messidor · 
Boetendael · 
Helden · 
Globe · 
Wagen · 
Egide Van Ophem · 
Kruispunt Stalle · 
Stalle (P)
Boondaal Station · 
Brazilië · 
Marie-José · 
Solbos · 
ULB · 
Johanna · 
Buyl · 
Roffiaen · 
Etterbeek Station · 
VUB · 
Arsenaal · 
Pétillon · 
Boileau · 
Montgomery · 
Georges Henri · 
Diamant · 
Meiser · 
Vaderland · 
Weldoeners · 
Wijnheuvelen · 
Robiano · 
Lefrancq · 
Liedts · 
Thomas · 
Noordstation · 
Rogier